# 少卫增二
仙王座16，又名BD+72 1009，HD 209369、SAO 10216、HR 8400，是仙王座的一颗恒星，视星等为5.03，位于銀經111.17，銀緯14.38，其B1900.0坐标为赤經21h 57m 49.3s，赤緯+72° 14.38′ 14″。